# اليونان خلال الحرب العالمية الأولى

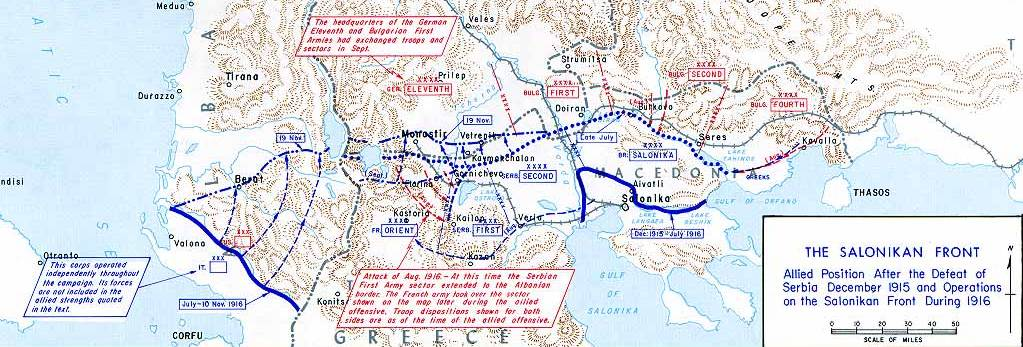
العمليات العسكرية على الحدود الصربية اليونانية عام 1916.

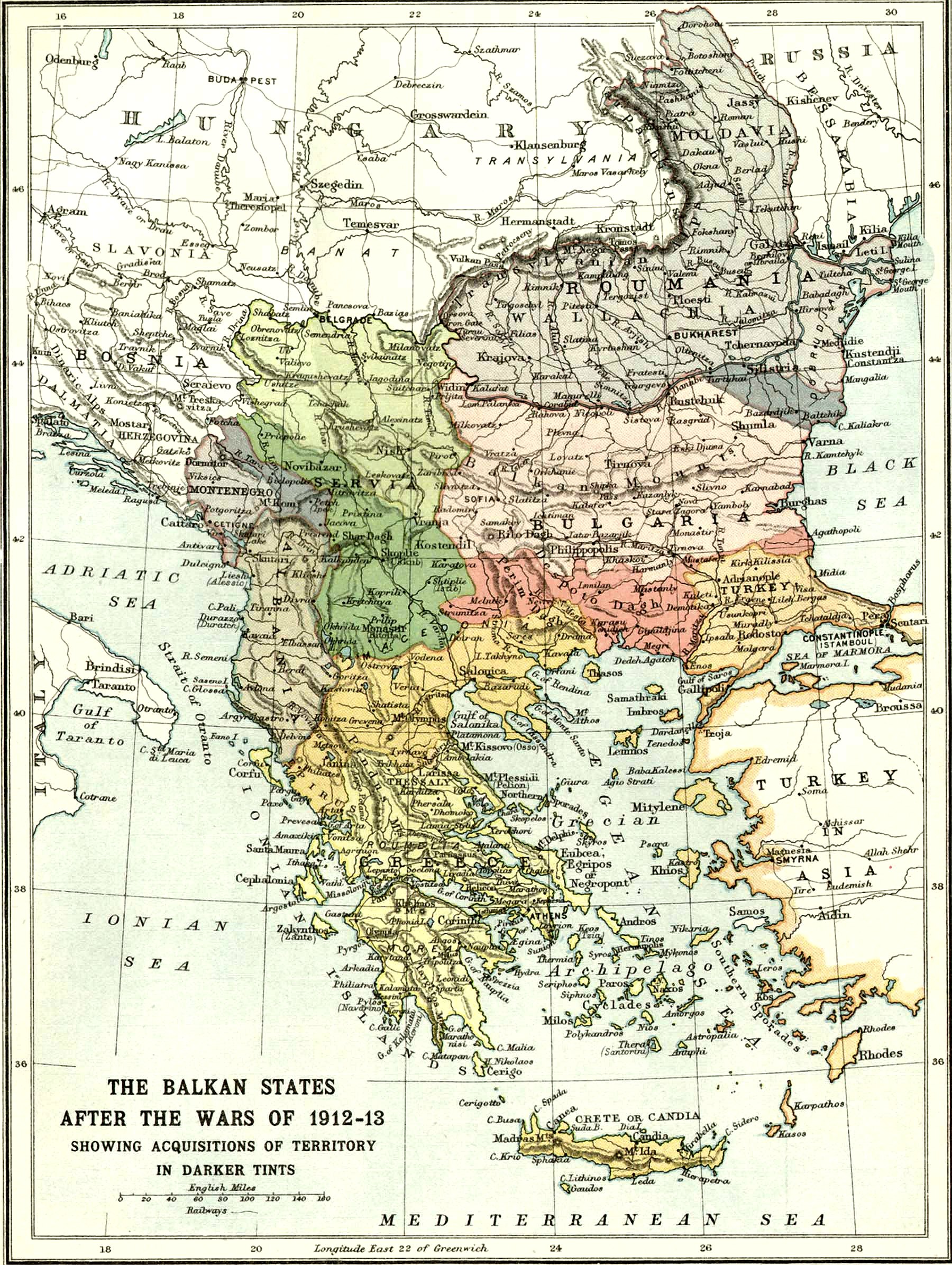
البلقان بعد حربا البلقان

مع اندلاع الحرب العالمية الأولى في أغسطس 1914، بقيت مملكة اليونان أمّة محايدة. على الرغم من ذلك، احتلت القوات اليونانية في أكتوبر 1914 منطقة إبيروس الشمالية، منطقة تقع في جنوب ألبانيا تدّعي أنها تابعة لها، في وقت كانت فيه إمارة ألبانيا الجديدة في حالة اضطراب. في الوقت نفسه، احتلت مملكة إيطاليا جزيرة سازان التابعة لألبانيا، وميناء فلوره الألباني في وقت لاحق من شهر ديسمبر من ذلك العام.

## خلفية تاريخية
خرجت اليونان منتصرة من حروب البلقان في الفترة 1912-1913، إذ تضاعفت أراضيها تقريبًا، ولكنها وجدت نفسها في موقف دوليّ صعب. لم يتحدد بعد وضع الجزر الإيجية الشرقية التي سيطرت عليها اليونان، واستمرت الدولة العثمانية في المطالبة بها، الأمر الذي أدى إلى سباق تسلّح بحري وعمليات طرد جماعية لليونانيين من الأناضول. في الشمال، كانت مملكة بلغاريا، التي هُزمت في حرب البلقان الثانية، تطبّق خططًا انتقامية ضد اليونان وصربيا.
كانت اليونان وصربيا مُلتزمتين بمعاهدة تحالف وُقعت في 1 يونيو 1913، وَعدت بتقديم المساعدة العسكرية المتبادلة في حالة هجوم من طرف ثالث، في إشارةٍ إلى بلغاريا. على أي حال، في ربيع وصيف عام 1914، وجدت اليونان نفسها في مواجهة مع الإمبراطورية العثمانية بشأن وضع جزر بحر إيجان الشرقية، مُقترنةً بسباق بحري بين البلدين واضطهاد اليونانيين في آسيا الصغرى. في 11 يونيو، أصدرت الحكومة اليونانية احتجاجًا رسميًّا إلى البلاط السلطانيّ العثمانيّ، مُهددًا بانتهاك العلاقات بل وحتى الحرب، إذا لم يتوقف الاضطهاد. في اليوم التالي طلبت اليونان المساعدة من صربيا، إذا وصلت الأمور إلى ذروتها، ولكن في 16 يونيو ردت الحكومة الصربية بأن صربيا لن تتمكن من الالتزام بمساعدة اليونان بسبب إنهاك البلاد بعد حروب البلقان والموقف العدائي لألبانيا وبلغاريا. وأوصت بتجنب الحرب. في 19 يونيو 1914، قدمت هيئة أركان الجيش، تحت قيادة المقدم ايوانيس متاكساس، دراستها بشأن الخيارات العسكرية ضد تركيا: فالمناورة الحاسمة الوحيدة حقًا، ألّا وهي نزول الجيش اليوناني بأكمله في آسيا الصغرى، كانت مستحيلة بسبب عداء بلغاريا، اقترح ميتاكساس الاحتلال المفاجئ لشبه جزيرة جاليبولي، من دون إعلان مُسبق للحرب، وتطهير مضيق الدردنيل والسيطرة على القسطنطينية لإرغام العثمانيين على التفاوض. ولكن في اليوم السابق اقترحت الحكومة العثمانية إجراء محادثات متبادلة، وتراجعت حدّة التوتر بشكل كافٍ بين رئيس الوزراء اليوناني إيلفثيريوس فينيزيلوس، والصدر الأعظم العثماني سعيد حليم باشا، واجتمعا في بروكسل في يوليو.
في هذه الحالة، الصراع المُتوقع سَينشأ من منطقة مختلفة تمامًا: أدى اغتيال الأرشيدوق فرانز فرديناند في الثامن والعشرين من يونيو إلى إعلان الحرب من قِبَل الإمبراطورية النمساوية المجرية على صربيا، واندلاع الحرب العالمية الأولى بعد شهر واحد، في الثامن والعشرين من يوليو 1914.

## بين الحرب والحياد: أغسطس 1914 – أغسطس1915

### الاعتبارات السياسية: فينيزيلوس والملك قسطنطين
في مواجهة احتمال نشوب حرب نمساوية-صربية في البداية، أجمعت القيادة اليونانية على أن البلد سيظل مُحايدًا، على الرغم من شروط المساعدة المتبادلة للتحالف مع صربيا. استعدت اليونان للدخول في الصراع فقط في حالة التدخل البلغاري، وعندها يتعرض توازن القوى في البلقان برمته للخطر. علاوةً على ذلك، مع تسارع وضوح أن الصراع لن يظل محليًّا، بل سيتوسع ليشمل حربًا أوروبية عامة، فإن أيّ اعتبارات سابقة لدى بلدان البلقان ستصبح في الواقع باطلة. كانت هذه هي الحال بالنسبة لليونان ورومانيا، كونهما قوتان لهما مصلحة في الحفاظ على الوضع الراهن في البلقان، ولكن بمصالح متباينة؛ فبمجرد أن أعلنت رومانيا حيادها ورفضها الدخول في أيّ التزامات في حالة وقوع هجوم بلغاري على صربيا، لم يكن بوسع اليونان أن تعتمد على المساعدة الرومانية ضد بلغاريا أو العثمانيين، ومن رأي فينيزيلوس تُركت اليونان معزولة دبلوماسيًّا في المنطقة.
ومع ذلك، انقسمت القيادة السياسية اليونانية حول آرائها بشأن نتائج الحرب والسياسة اليونانية الضرورية ضد التحالفات القتالية: اعتقد رئيس الوزراء فينيزيلوس أنه حتى لو كانت ألمانيا وحلفاؤها في دول المركز قد انتصروا في أوروبا الوسطى، فإن بريطانيا بقوتها البحرية ستخرج منتصرة على الأقل في الشرق الأدنى، حيث تقع مصالح اليونان. اعتبر فينيزيلوس أنه من المُرجح أيضًا انضمام الخصمين الرئيسيين لليونان، بلغاريا والدولة العثمانية إلى قوى المركز نظرًا لانحياز مصالحهما إلى مصالح ألمانيا. كان الصراع مع العثمانيين على جزر بحر إيجة الشرقي، أو المذابح ضد اليونانيين في الدولة العثمانية، على وجه الخصوص، أحداثًا لا تُنَسى ومحفوظةً في الذهن، في وقت كان العثمانيون ينجرفون بوضوح نحو المعسكر الألماني، فلن يفوّت اليونانيون فرصة العمل المشترك مع دول الحلفاء. في الوقت الذي كان فيه فينيزيلوس على استعداد للبقاء محايدًا كأفضل سبيل للعمل، كان هدفه النهائي هو الدخول في الحرب إلى جانب الحلفاء، إما في حالة مهاجمة بلغاريا لصربيا، أو في حالة تقديم الحلفاء لمقترحات تُلبي المطالبات اليونانية.
دُعِمَ الملك قسطنطين الأول من وزير الخارجية جورجوس ستريت والأركان العامة بعد اقتناعهم بانتصار ألمانيا، كما تعاطفوا مع النظام السياسي العسكري الألماني. بما أن اليونان كانت في مرمى القوات البحرية للدول المتحالفة، لن تتمكن من الانفتاح مع دول المركز، فدافع قسنطينة ومُؤيديه عن الحياد التام. تأثر ستريت، بوصفه المستشار السياسي الرئيسي للملك، بخوفه من القومية السلافية (مُمثلة من قبل بلغاريا ولكن في نهاية المطاف من قبل روسيا)، التي يُفترض أن الألمان قاتلوا ضدها، وكذلك باعتقاده أن توازن القوى الأوروبي التقليدي لن تقضي عليه الحرب، تاركًا مجالًا صغيرًا لتحقيق مكاسب إقليمية يونانية في حالة المشاركة في الصراع. وعلى عكس فينيزيلوس، اعتقد ستريت أنه حتى لو فازوا، سيحترم الحلفاء سلامة الإمبراطورية النمساوية المجرية والدولة العثمانية.
بالإضافة إلى ذلك، اعتبر الملك ومستشاروه العسكريون الجيش الألماني لا يُقهر، في حين كشفت خلافاتهم مع فينيزيلوس أيضًا عن اختلافات إيديولوجية أكثر عُمقًا: مَثَّل فينيزيلوس الديمقراطية البرلمانية الليبرالية ذات الطبقة المتوسطة والتي نشأت بعد عام 1909، في حين مَثَّل الملك ومؤيديه النُخب التقليدية. كان قسطنطين شديد الإعجاب بالنزعة العسكرية الألمانية، بينما كان ستريت من كبار أنصار الأفكار الملكية والمحافِظة.
أصبح هذا الخلاف واضحًا في 6 أغسطس عندما اشتبك وزير الخارجية ستريت مع فينزيلوس وقدم استقالته، رفض فينيزيلوس قبولها لتجنب أزمة سياسية، وحثَّ الملك أيضًا ستريت على التراجع عنها، خِشية أن يسمح استبداله لفينيزيلوس أن يدفع الحكومة أكثر إلى طريق مُؤيد للحلفاء. وهكذا، عندما طلبت الحكومة الصربية في 25 يوليو مساعدة اليونان بشروط التحالف، في حالة هجوم نمساوي وبلغاري، رد فينيزيلوس في 2 أغسطس بأن اليونان ستظل دولة محايدة وديّة. زعم رئيس الوزراء اليوناني أن الشرط المهم في اتفاق التحالف أصبح مستحيلاً: فقد تعهدت صربيا بتوفير 150 ألف جندي في منطقة غيفغليا للحراسة ضد أي هجوم بلغاري. علاوةً على ذلك، إذا أرسلت اليونان جيشها لمحاربة النمساويين على طول نهر الدانوب، فإن هذا لن يؤدي إلا للتحريض على هجوم بلغاري ضد البلدين، مع عدم وجود قوات كافية لإيقافه. من ناحية أخرى، كان فينيزيلوس والملك قسطنطين الأول على اتفاق عندما رفضا طلب ألمانيا في 27 يوليو بالانضمام إلى قوى المركز.

## معرض صور

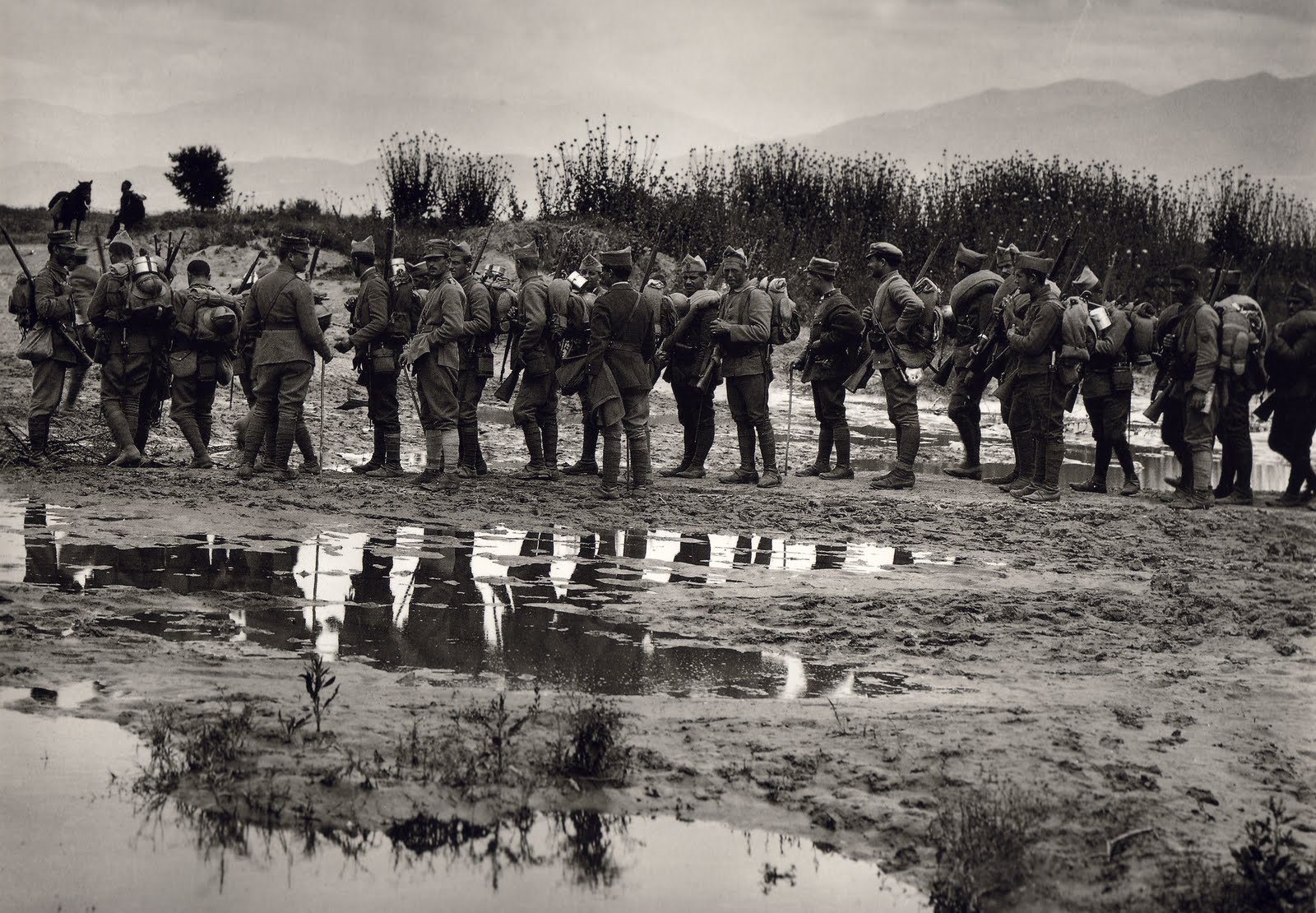
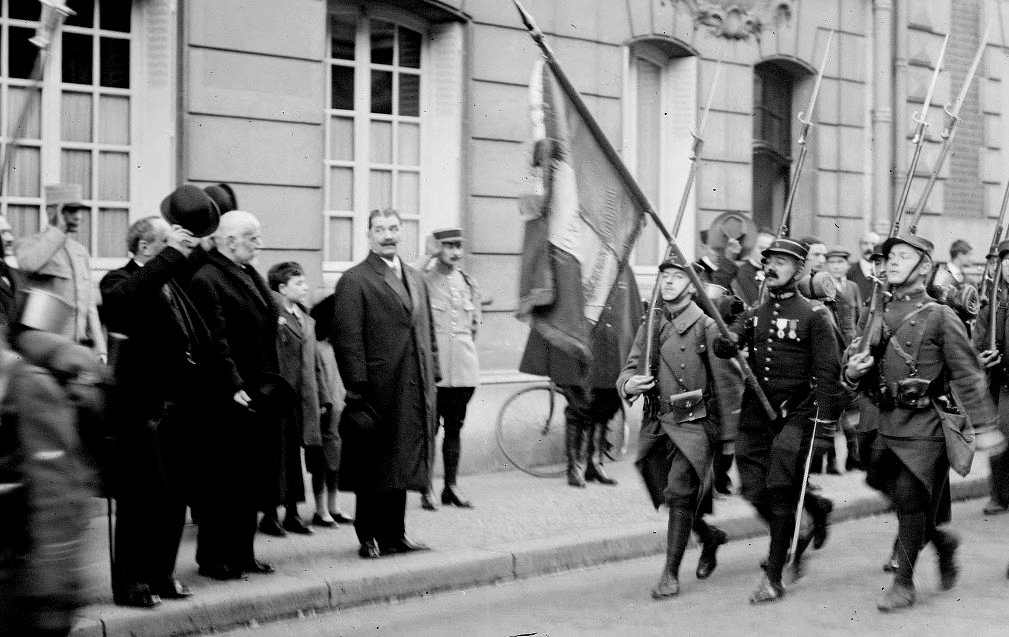
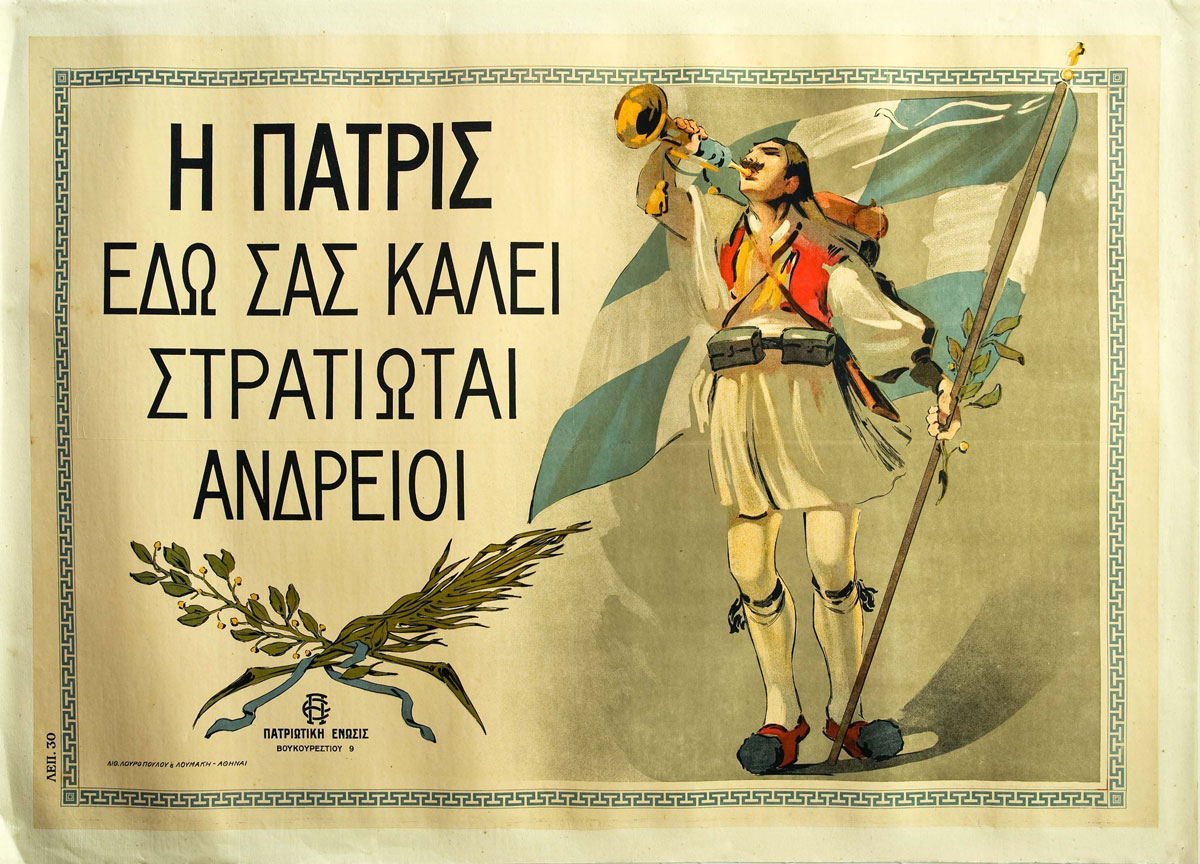
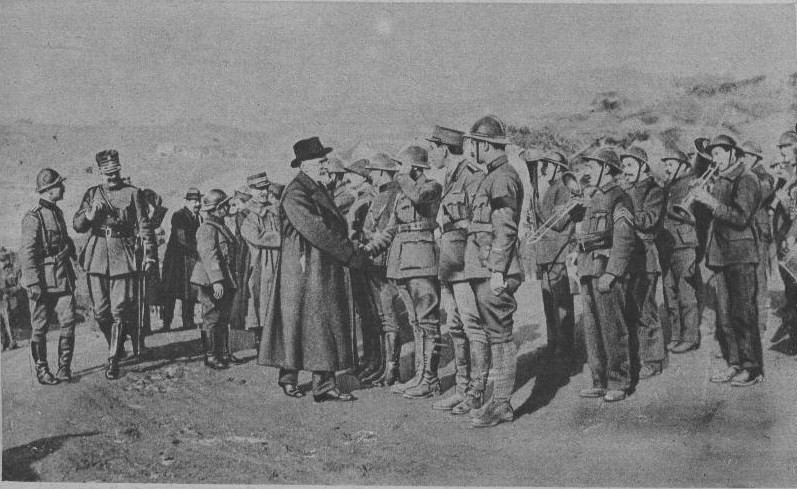